# Vinzenz Übeleis
Vinzenz Übeleis (* 16. August 1889 in Gramastetten, Oberösterreich; † 5. April 1967 in Wien) war ein österreichischer Politiker.

## Leben
Vinzenz Übeleis besuchte die Volks- und Mittelschule und wurde 1909 Beamter bei den Österreichischen Staatsbahnen.
Seine politische Karriere begann jedoch erst 1919, als er für wenige Monate, bis 1920, zum Vizebürgermeister der Stadt Attnang-Puchheim gewählt wurde. Danach wurde er bis 1922 Mitglied im Landesarbeiterrat des Landes Oberösterreich, sowie ab 1922 Mitglied im Gemeinderat der Landeshauptstadt Linz. 1926 wurde er zum Stadtrat gewählt, und wurde im Jahr 1930 Abgeordneter zum Oberösterreichischen Landtag. 1934 wurde er aus dem Staatsdienst entlassen, und zog sich in die Pension zurück. Nach dem Anschluss an Nazideutschland engagierte sich Übeleis für die nun illegale Eisenbahnergewerkschaft.
Im Dezember 1945 wurde er als Abgeordneter der SPÖ in den Nationalrat entsendet, wo er sein Mandat bis März 1953 innehatte. Leopold Figl ernannte Übeleis zwischen Dezember 1945 und November 1949 zum Österreichischen Verkehrsminister, und danach, von November 1949 bis April 1953 zum Staatssekretär.
Nach dem Krieg war Übeleis auch maßgeblich am Aufbau der Eisenbahnergewerkschaft für Wien Westbahnhof verantwortlich, wo er zunächst zum Zentralsekretär ernannt wurde. Nach seinem Ausscheiden aus dem Nationalrat wurde Übeleis zwischen 1953 und 1955 ÖBB-Generaldirektor.